# Mission 200 at The Glen
Das Mission 200 at the Glen ist ein Autorennen der NASCAR Xfinity Series, das seit der Saison 1991 auf der Rennstrecke Watkins Glen International ausgetragen wird. Zwischen 2002 und 2004 wurde es nicht ausgetragen.

## Geschichte
Bei der ersten Austragung sowie in den darauffolgenden Jahren betrug die Renndistanz 150,5 Meilen beziehungsweise 242,2 km, was 62 Runden entsprach. Anschließend folgte eine Verlängerung auf 200,9 Meilen  oder umgerechnet 323,3 km bei 82 Runden, die noch immer die aktuelle Renndistanz darstellen. Bis zur zeitweiligen Aussetzung wurde das Rennen immer gegen Ende Juli ausgetragen, seit der Wiederaufnahme in den Rennkalender 2005 findet es in der ersten Hälfte des August statt.

## Sieger
- 2011: Kurt Busch
- 2010: Marcos Ambrose
- 2009: Marcos Ambrose
- 2008: Marcos Ambrose
- 2007: Kevin Harvick
- 2006: Kurt Busch
- 2005: Ryan Newman
- 2001: Ron Fellows
- 2000: Ron Fellows
- 1999: Dale Earnhardt junior
- 1998: Ron Fellows
- 1997: Mike McLaughlin
- 1996: Terry Labonte
- 1995: Terry Labonte
- 1994: Terry Labonte
- 1993: Bill Elliott
- 1992: Ernie Irvan
- 1991: Terry Labonte